# Jordan Aviation
Jordan Aviation (arabisch الأردنية للطيران, DMG al-Urdunniyya li-ṭ-Ṭairān) ist eine jordanische Charterfluggesellschaft mit Sitz in Amman und Basis auf dem Queen Alia International Airport sowie Mitglied der Arab Air Carriers Organization.

## Geschichte
Gegründet wurde Jordan Aviation im Jahr 2000, als sie auch ihren Flugbetrieb mit Flügen in den Nahen und Fernen Osten sowie nach Europa und Afrika aufnahm.  Daneben bietet sie Wet-Leasing für andere Fluggesellschaften an, wenn diese während der Spitzensaison Bedarf an weiteren Flugzeugen haben. Ein Teil des Verkehrsaufkommens bestand ab dem Jahr 2005 aus Flügen, welche aus Verträgen für UNO-Friedenstruppen hervorgingen. Nach eigenen Angaben ist Jordan Aviation die einzige rein privatfinanzierte Fluggesellschaft Jordaniens.
Im 2012 wurde für zirka ein Jahr ein Airbus A330 geleast, im Herbst 2016 wurde eine andere Maschine des Typs für die Gesellschaft bereit gemacht.

### Probleme
Zwischenzeitlich (im Jahr 2016) durfte Jordan Aviation ihre ab dem Jahr 2008 beschafften Boeing 767-200ER aufgrund wiederholter Sicherheitsmängel nicht mehr im Luftraum der Europäischen Union betreiben. Am 30. November 2017 figurierte sie nicht mehr auf jener Verbotsliste.

## Flotte

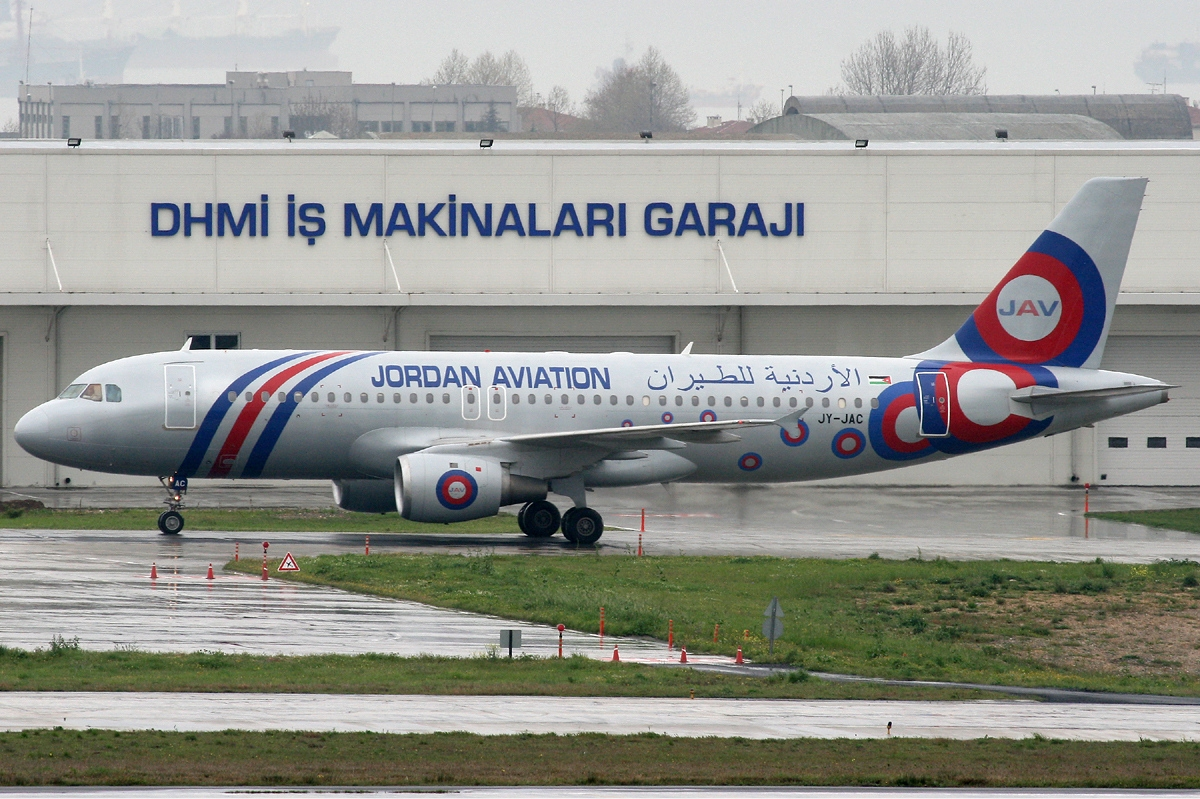
Airbus A320-200 der Jordan Aviation

Mit Stand Juni 2023 besteht die Flotte der Jordan Aviation aus acht Flugzeugen mit einem Durchschnittsalter von 28,8 Jahren:
| Flugzeugtyp      | Anzahl | bestellt | Anmerkungen               | Sitzplätze | Durchschnittsalter (Juni 2023) |
| ---------------- | ------ | -------- | ------------------------- | ---------- | ------------------------------ |
| Airbus A320-200  | 2      |          | eine betrieben für FLYONE | 168        | 27,3 Jahre                     |
| Airbus A330-200  | 2      |          | eine inaktiv              | k. A.      | 19,2 Jahre                     |
| Boeing 737-300   | 2      |          |                           | 148        | 34,2 Jahre                     |
| Boeing 737-400   | 1      |          | inaktiv                   | 168        | 34,3 Jahre                     |
| Boeing 767-200ER | 1      |          |                           | 266 290    | 34,7 Jahre                     |
| Gesamt           | 8      | –        |                           |            | 28,8 Jahre                     |

### Ehemalige Flotte
Zuvor betrieb Jordan Aviation unter anderem auch folgende Flugzeugtypen:
- Airbus A310-200
- Airbus A310-300
- Boeing 737-200
- Boeing 737-500
- Lockheed L-1011 Tristar